# Kim Myong-won
Kim Myong-won ((김명원?, 金明元?); Pyongyang, 15 luglio 1983) è un calciatore nordcoreano, attaccante dell'Ulaanbaatar e della Nazionale nordcoreana.
Anche se attaccante di ruolo, viene inserito nella rosa della Nazionale nordcoreana per la Coppa del Mondo 2010 come terzo portiere, essendo obbligatorio per regolamento indicare tre portieri a disposizione. Il 3 giugno 2010, un comunicato della FIFA chiarisce che il giocatore non potrà essere schierato come giocatore di movimento, essendo stato iscritto alla competizione come portiere.